# 王珪 (岐国公)
王珪（1019年—1085年6月20日），字禹玉，華陽（今四川成都）人。

## 生平
父親王準、祖父王贄、曾祖父王永，高祖王景圖，五世祖王及暨，皆登進士第。仁宗慶曆二年（1042年）壬午科進士，通判揚州，歷官知制誥、翰林學士、知開封府、侍讀學士。神宗熙寧三年（1070年），拜參知政事，累官至三公，有“三旨相公”之稱，除了「取聖旨、領聖旨、得聖旨」之外，一無事做。哲宗即位，封岐國公，卒于任上。諡文恭。《宋史》称王珪“自执政至宰相，凡十六年，无所建明”。
王珪的長女嫁文人李格非，生李清照，《宋史·李格非傳》誤稱李清照母親王氏為懿恪公王拱辰孫女；而秦檜妻王氏亦是王珪四子王仲岏之女。有關內容記載於葉清臣撰《王文恭珪神道碑》，收錄於杜大珪所編《名臣碑傳琬琰集》上集卷八。
《宋史》卷三一二有〈王珪傳〉。

## 延伸阅读
[在维基数据编辑]
 《宋史·卷312》，出自脱脱《宋史》